# Dr.-Schmincke-Allee
Die Dr.-Schmincke-Allee ist eine Innerortsstraße im Stadtteil Serkowitz der sächsischen Stadt Radebeul. In ihrem nördlich der Meißner Straße gelegenen Straßenstück befindet sich eine Aufweitung, der sogenannte Fontainenplatz mit dem Rondell Dr.-Schmincke-Allee. Diese Aufweitung, die durch die ortsansässigen Baumeister Gebrüder Ziller angelegt wurde, ist als Werk der Landschafts- und Gartengestaltung denkmalgeschützt. Die Straße wird im Dehio-Handbuch beispielhaft erwähnt.

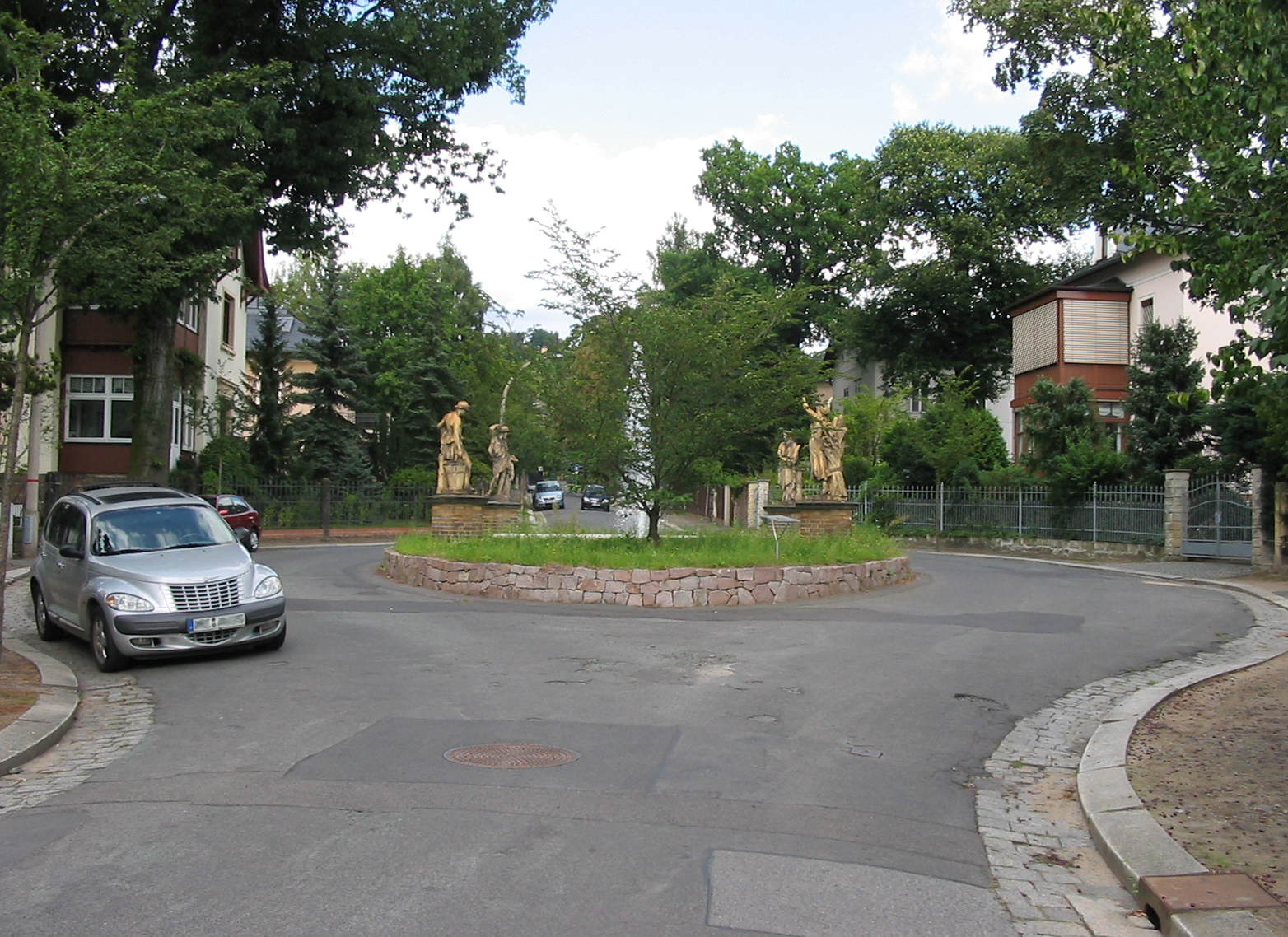
Dr.-Schmincke-Allee mit dem Fontainenplatz, dem Rondell mit der Figurengruppe Vier Jahreszeiten, Blick von Süden

## Ortslage und Bebauung

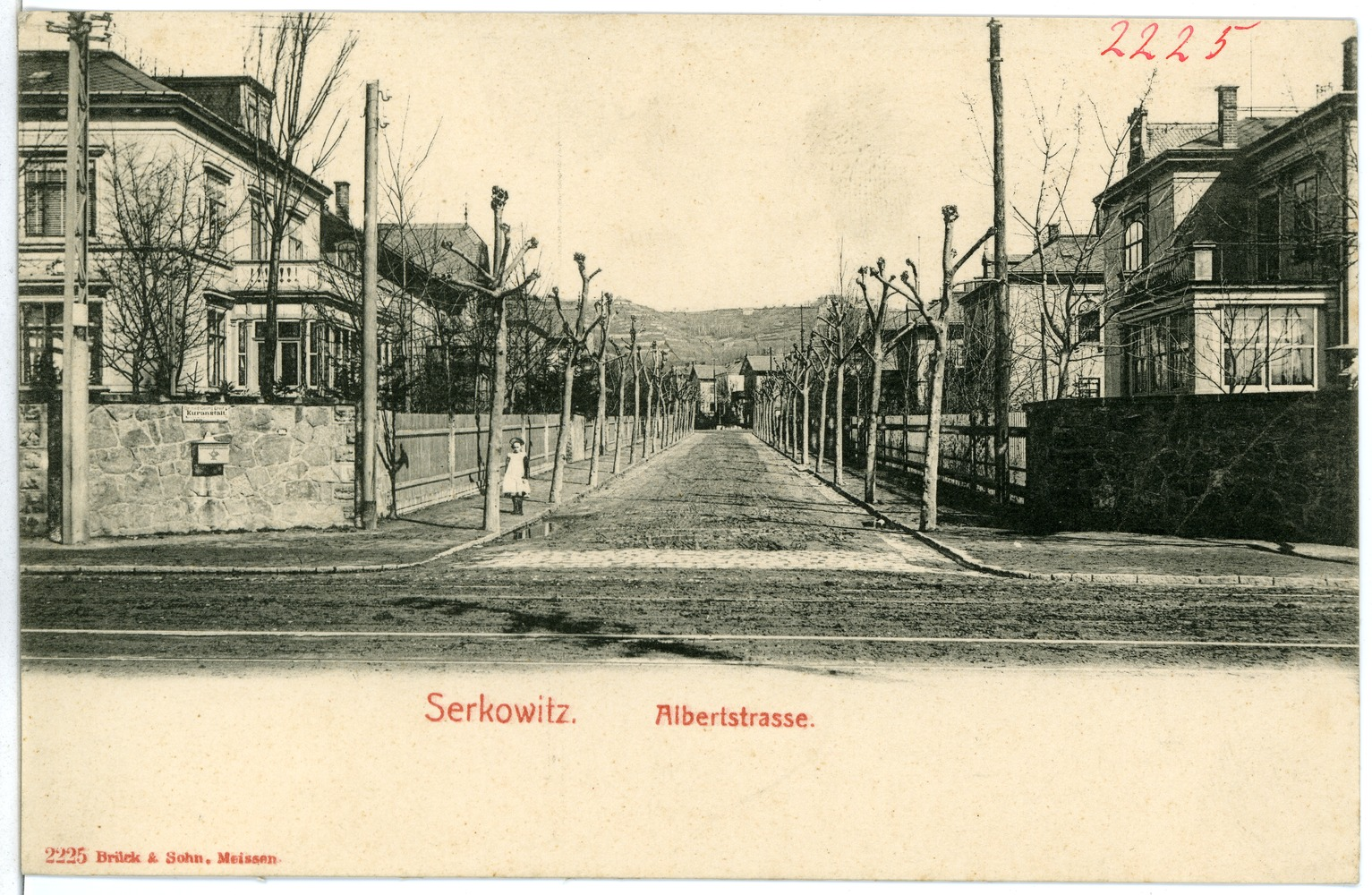
Dr.-Schmincke-Allee ab der Meißner Straße nach Norden, 1901

Zahlreiche Kulturdenkmale säumen die Straße und sind daher in der Liste der Kulturdenkmale in Radebeul-Serkowitz aufgeführt, teilweise auch mit Querstraßenadressen:
- Villa Engel (Nr. 1a), Nr. 1c, Nr. 2, Nr. 3, Nr. 4, Nr. 5, Nr. 8, Nr. 9, Nr. 10, Villa Emma (Nr. 11), Nr. 13, Nr. 16, Nr. 19, Villa Minni (Nr. 20), Nr. 21, Nr. 22, Nr. 23, Nr. 27, Nizzastraße 30

Die Häuser Dr.-Schmincke-Allee 18–21 fassen die denkmalgeschützte Platzaufweitung ein, die mitsamt Figurengruppe Vier Jahreszeiten und Fontäne als denkmalpflegerische Sachgesamtheit zählt.
Bereits zu DDR-Zeiten wurden fast alle Wohnhäuser der Straße als Denkmale der Kulturgeschichte in Radebeul unter Schutz gestellt. Zusätzlich zu den heute weiterhin geschützten Villen und Mietvillen waren dies:
- Nr. 7, Nr. 12, Nr. 14, Nr. 15, Nr. 17, Villa Lotti (Nr. 18), Nr. 24, Nr. 25, Nr. 26, Nr. 27.

## Namensgebung
Der Straßenausbau als geplante Villenstraße erfolgte 1876. Der nördlich der Meißner Straße gelegene Teil erhielt den Namen Albertstraße, zu Ehren des sächsischen Königs Albert. das südlich gelegene Teilstück wurde Amalienstraße genannt, nach der Prinzessin Amalie von Sachsen. Der gesamte Straßenzug zusammengefasst wurde 1903 in Kaiser-Friedrich-Allee umbenannt. 1945 erfolgte zu Ehren des Mikrobiologen und Arztes sowie kommunistischen Landtagsabgeordneten Richard Schmincke die Benennung als Dr.-Schmincke-Allee.

## Anwohner
Ernst Engel, Ludwig Haller-Rechtern (Nr. 7), Alfred Pasternak, Luise Pasternak, Neumann Verlag